# Grimburgwal
Le Grimburgwal est un canal secondaire de l'arrondissement Centrum de la ville d'Amsterdam aux Pays-Bas. Il relie la seule partie encore immergée du Rokin et le Oudezijds Achterburgwal, et croise également le Oudezijds Voorburgwal. Une partie importante des locaux de l'Université d'Amsterdam est située sur les berges du canal, avec la Binnengasthuiset la Oudemanhuispoort. Le canal est également bordé de nombreux cafés et restaurants, ainsi que de galeries et de boutiques.
À l'origine, le Grimburgwal était une ramification de l'Amstel, connue sous le nom de « Grim » (ce qui signifie "fossé boueux"), qui fut recreusée au XIVe siècle pour former un canal derrière lequel une palissade de terre (burgwal) fut construite pour protéger la ville médiévale. Le quartier situé autour du canal portait ainsi le nom de Grimmenes. Vers 1424, la ville d'Amsterdam fut étendue, notamment avec l'espace situé entre le Grimburgwal et l'Amstel. 
En 1546 l'écluse du Grimnessesluis fut construite, dans le prolongement du Nes, et autour du Grimburgwal pour séparer l'espace de l'Amstel. Cette écluse, qui fut notamment représentée par Rembrandt, exista jusqu'en 1868, sept ans après la construction d'un pont au-dessus du Grimburgwal, au niveau de la statue de Wilhelmine). Le Nes coule toujours entre la construction et le cours d'eau, témoignant de la présence de l'ancienne écluse.